# 6097 Койсікава
6097 Койсікава (6097 Koishikawa) — астероїд головного поясу, відкритий 29 жовтня 1991 року.
Тіссеранів параметр щодо Юпітера — 3,574.
Названо на честь астронома-аматора Койсікава (яп. こいしかわ(小石川) койсікава)